# 山本昭良
山本 昭良（やまもと あきら、1961年7月25日 - ）は、大阪府出身の元プロ野球選手（内野手）。

## 来歴・人物
浪商高では4番を務め、香川伸行とクリーンナップを打っていた。3年次の1979年には、夏の甲子園に出場し、2本のホームランを放った。チームもベスト4に進出した。
1979年オフに、ドラフト外で南海ホークスに入団。しかし、一軍公式戦に出場することはなく、1982年に現役を引退した。
現在は、少年野球の指導者として活躍している。

## 詳細情報

### 年度別投手成績
- 一軍公式戦出場なし

### 背番号
- 46 （1980年 - 1982年）